# St Albans City Football Club
Maillots
Le St. Albans City Football Club est un club de football basé à St Albans dans le Hertfordshire. Ce club joue en Conference South, la 6e division anglaise.

## Histoire
Fondé en avril 1908, le St Albans City FC devient membre à la fois de la Spartan League (division Est) et de la Herts County League (division Ouest). Le club est champion des divisions Est de la Spartan League et Ouest de la Herts County League lors de la saison 1909–10.
St Albans rejoint l’Athenian League en 1920 et remporte le championnat en 1920–21 et 1921–22.
Le match le plus célèbre du club a lieu le 22 novembre 1922, lors du quatrième tour de qualification de la FA Cup. Après un match nul 1–1 à Clarence Park contre Dulwich Hamlet le 18 novembre, le match rejoué attire 4 060 spectateurs. Le gardien néo-zélandais W. Tennant ne joue pas, et est remplacé par Alf Fearn, habituellement demi défensif avec l’équipe réserve. Dulwich inscrit huit buts, dont le dernier dans l’obscurité en fin de prolongation. Le match entre dans les annales car St Albans marque également sept buts, tous inscrits par Wilfred Minter. Ce record reste à ce jour le plus grand nombre de buts marqués par un joueur d’une équipe perdante en FA Cup.
St Albans rejoint l’Isthmian League en 1923, qu’il remporte en 1923–24, 1926–27 et 1927–28. Le club termine vice-champion en 1954–55.
En 1973–74, les « Saints » sont relégués de la Premier Division à la Division Two avec les Corinthian Casuals, devenant les premiers clubs relégués au sein même de l’Isthmian League,. La Division Two est renommée Division One en 1977–78, et en 1982–83, St Albans est relégué dans la nouvelle Division Two.
Cependant, le club est promu en Division One l’année suivante, puis accède de nouveau à la Premier Division de l’Isthmian League en 1985–86.
St Albans atteint les demi-finales du FA Trophy 1998-99, s’inclinant 4–3 sur l’ensemble des deux matchs face à Forest Green Rovers.

### XXIesiècle
Lors de la Isthmian League 2003-2004, St Albans termine 19e du championnat, mais à la suite d'une réorganisation des ligues, le club participe à un barrage pour intégrer la nouvelle Conference South. Le club remporte ces barrages, battant les Heybridge Swifts 4–3 puis Bedford Town 5–4.
Lors de la saison 2005–06, St Albans City bat Histon 2–0 en finale des barrages de la Conference South, disputée à Broadhall Way, accédant ainsi pour la première fois à la Conference National.
Le club ne parvient pas à se maintenir en cinquième division et est relégué en terminant dernier. De retour en Conference South, St Albans lutte pour le maintien mais y parvient finalement.
À l’été 2009, la société de construction de John Gibson, William Verry, est placée en redressement judiciaire. Gibson publie alors un communiqué concernant l’avenir du club, affirmant que le club n’était pas en danger.
Le 4 février 2011, la F.A. inflige une amende de 7 500 £ à St Albans et retire 10 points au club. Cette sanction, adressée au président John Gibson et au vice-président Alasdair McMillin, fait suite à une audience controversée au siège de la F.A. à Wembley. Elle concerne des paiements irréguliers faits à des joueurs sous contrat, notamment des remboursements de carburant interdits, et est qualifiée d’irrégularités financières.
St Albans est relégué en Southern League Premier Division à l’issue de la saison 2010–11. Le 12 mai 2011, les hommes d’affaires locaux Lawrence Levy et John McGowan rachètent le club à John Gibson pour un montant non divulgué.
Évoluant désormais pour la première fois en Southern League Premier Division, et à son plus bas niveau depuis plus de 20 ans, St Albans termine 8e.
La saison 2013–14 débute de manière mitigée, mais le club atteint le premier tour de la FA Cup pour la première fois depuis 2002, perdant finalement 8–1 à domicile face à Mansfield Town (League Two) devant plus de 3 000 spectateurs.
Après avoir établi un record de 16 victoires à l’extérieur sur une saison, St Albans termine 4e. En barrages, le club bat Chesham United 3–1 en finale et obtient la montée en Conference South. Pour sa première saison de retour à ce niveau, St Albans termine 13e.
Le club atteint le premier tour de la FA Cup lors de la saison 2016–17, affrontant Carlisle United (League Two), mais s’incline 5–3 à domicile.
Lors de la saison 2021–22, St Albans atteint à nouveau le premier tour de la FA Cup. Le club bat Forest Green Rovers, leader de la League Two, au premier tour, mais est ensuite éliminé au second tour par ses voisins du Boreham Wood,.
Lors de la saison 2022–23, le club termine 6e avec 75 points. Après avoir battu Chelmsford City puis Dartford aux tirs au but, St Albans affronte Oxford City en finale des barrages.
St Albans perd la finale 4–0 après avoir concédé quatre buts en première mi-temps.
Lors de la saison suivante, l’entraîneur David Noble rejoint Wealdstone en janvier 2024. Il est remplacé par Jon Meakes, et St Albans termine la saison à la 11e place.
À l’issue de la saison, David Noble revient au club en tant qu’entraîneur principal, tandis que Meakes retrouve son poste d’adjoint.
Lors de la saison 2024-2025, le club termine à la 21e place du National League South, synonyme de relégation au septième niveau du football anglais. Cette descente met fin à une présence continue au sixième échelon depuis 2014.

## Palmarès
Source:
Championnat
- Conference South
  - Second : 2005-06
- Isthmian League Premier Division
  - Champions : 1923–24, 1926–27, 1927–28, 1985–86
  - Second : 1954–55, 1992–93

Coupe
- London Senior Cup
  - Vainqueur : 1970–71
  - Finaliste : 1969–70
- Herts Senior Cup
  - Vainqueur (17): 1924–25, 1928–29, 1934–35, 1943–44, 1946–47, 1950–51, 1954–55, 1955–56, 1956–57, 1965–66, 1967–68, 1968–69, 1999–2000, 2004–05, 2019–20, 2023–24
  - Finaliste (12): 1910–11, 1941–42, 1942–43, 1947–48, 1952–53, 1957–58, 1964–65, 1970–71, 1978–79, 1989–90, 1994–95, 2018–19

## Statistiques et records
Scores
- Plus large victoire : 14–0 contre Aylesbury United, Spartan League, 19 octobre 1912

- Plus lourde défaite : 0–11 contre Wimbledon, Isthmian League, 9 novembre 1946

- Plus grand nombre de buts dans un match : 8–7 contre Dulwich Hamlet, replay du quatrième tour de qualification de la FA Cup, 22 novembre 1922

- Plus lourde défaite à domicile : 0–11 contre Wimbledon, Isthmian League, 9 novembre 1946

- Plus large victoire à l’extérieur : 10–0 et 11–1 respectivement
  - contre Ruislip Manor, deuxième tour de la Mithras Cup, 24 novembre 1970
  - contre Tufnell Spartans, Spartan League, 17 avril 1920

- Plus lourde défaite à l’extérieur : 0–10 contre Hemel Hempstead Town, Herts Charity Cup, 4 novembre 2008

Affluences
- Affluence record à domicile : 9 757 spectateurs contre Ferryhill Athletic, quatrième tour de la Amateur Cup, 27 février 1926

- Affluence record à l’extérieur : 15 850 spectateurs contre Wycombe Wanderers, quatrième tour de la Amateur Cup, 25 février 1950

- Plus faible affluence à domicile : 41 spectateurs contre Hoddesdon Town, deuxième tour de la Herts Senior Cup, 1er novembre 1999

Records en coupes
- Meilleur parcours en FA Cup : Deuxième tour en 1968–69 (replay), 1980–81 (replay), 1996–97, 2021–22

- Meilleur parcours en FA Trophy : Demi-finales en 1998–99

- Meilleur parcours en FA Amateur Cup : Demi-finales en 1922–23, 1924–25 (replay), 1925–26, 1969–70 (replay)

## Joueurs

### Effectif actuel
| N° | Nat.                    | Poste | Nom du joueur    |
| -- | ----------------------- | ----- | ---------------- |
| 1  | Drapeau de l'Angleterre | G     | Michael Johnson  |
| 2  | Drapeau de l'Irlande    | D     | Jack James       |
| 6  | Drapeau de l'Angleterre | D     | David Longe-King |
| 7  | Drapeau de l'Angleterre | A     | Ken Charles      |
| 8  | Drapeau de l'Angleterre | M     | Alfie Payne      |
| 9  | Drapeau de l'Angleterre | A     | Shaun Jeffers    |
| 10 | Drapeau de l'Angleterre | A     | Harrison Smith   |
| 11 | Drapeau de l'Angleterre | A     | Zane Banton      |
| 12 | Drapeau de l'Angleterre | M     | Alfie Bendle     |

| No. | Nat.                    | Position | Nom du joueur    |
| --- | ----------------------- | -------- | ---------------- |
| 14  | Drapeau de l'Angleterre | M        | Josh Castiglione |
| 15  | Drapeau de l'Angleterre | D        | Deon Woodman     |
| 19  | Drapeau de l'Angleterre | A        | Sam Meakes       |
| 20  | Drapeau de l'Angleterre | M        | Giorgio Rasulo   |
| 21  | Drapeau de l'Angleterre | D        | James Sweet      |
| 23  | Drapeau de l'Angleterre | M        | Reuben Wyatt     |
| 24  | Drapeau de l'Angleterre | D        | Brandon Mason    |
| 27  | Drapeau de l'Angleterre | D        | Kieran Gauthier  |
| 30  | Drapeau de l'Angleterre | D        | Tafari Moore     |
| 32  | Drapeau de l'Angleterre | D        | James Clarridge  |
| 39  | Drapeau de l'Angleterre | A        | Alex Wall        |
| 40  | Drapeau de l'Angleterre | A        | Olly Davis       |

#### Joueurs prêtés
| N° | Nat.                    | Poste | Nom du joueur                                 |
| -- | ----------------------- | ----- | --------------------------------------------- |
| 4  | Drapeau de l'Angleterre | M     | Ben Smith (prêté à Potters Bar)               |
| 13 | Drapeau de l'Angleterre | G     | Jamie Head (prêté à Royston Town)             |
| 16 | Drapeau de l'Angleterre | M     | Charlie McDonald (prêté à Welwyn Garden City) |
| 17 | Drapeau de l'Angleterre | A     | Iffy Allen (prêté à Needham Market)           |
| 18 | Drapeau de l'Angleterre | M     | Sam Deadfield (prêté à Basingstoke Town)      |
| 25 | Drapeau de l'Angleterre | M     | Nick Ralfe (prêté à Welwyn Garden City)       |
| 27 | Drapeau de l'Angleterre | D     | Kieran Gauthier (prêté à Kings Langley)       |

## Anciens joueurs
Formé au club
- Charlie Patino – Milieu de terrain, formé à St Albans City avant de rejoindre Luton Town puis l’Arsenal FC Academy en 2015. Il est transféré au Deportivo La Corogne en 2024 après avoir été sous contrat avec l'Arsenal FC.